# Vanaküla (Kuusalu)
Vanaküla – wieś w Estonii, w prowincji Harju, w gminie Kuusalu.